# Troglodyté
Troglodyté (z řec. tróglé, jeskyně, a dynai, zalézat) jsou nejstarší forma člověka, o které se soudilo, že žila převážně v jeskyních.

## Historie
O troglodytech jako primitivním lidském plemeni se zmiňují různí starověcí autoři a název zpopularizoval Charles Louis Montesquieu v Perských listech z roku 1721. V počátcích vědeckého zájmu o nejstarší podoby člověka se většina nálezů nacházela v jeskyních, z čehož archeologové usoudili, že diluviální (předpotopní) člověk žil právě v jeskyních a začali ho označovat jako Homo troglodytes. Teprve při soustavnějším bádání se ukázalo, že jeskynní nálezy jsou časté proto, že se tam kosterní a jiné pozůstatky lépe zachovaly, ne proto, že by paleolitický člověk zpravidla v jeskyních sídlil. Proto se ve 20. století označení Homo troglodytes přestalo ve vědě užívat a troglodyt je jen metafora pro primitivního a nevzdělaného člověka.

## Hérodotos
Nejstarší zmínka je u Hérodota, který popisuje kmen v Etiopii a v jižní Libyi, který se živí plazy. Nazývá jej však „etiopští trogodyté“ (bez l), což patrně zavdalo podnět k nesprávné etymologii z tróglé, jeskyně. Název trogodyté se pak v Egyptě vyskytuje až do změny letopočtu. Podrobněji je popisuje Artemidóros z Efesu (působil kolem 100 př. n. l.), podle něho jsou to nomádští pastevci, kteří mají společné ženy a děti.

## Strabón a další
Strabón a další autoři se zmiňují o troglodytech, kteří žijí na pobřeží Rudého moře, živí se rybami a žijí ve skalních jeskyních. Plinius starší zmiňuje v této souvislosti také neobydlený skalnatý ostrov Topazos v jižním Rudém moři (snad současný Zabargad, kdysi Ostrov svatého Jana), kde troglodyté hledají topazy.
Z těchto rozptýlených zmínek patrně vznikla obecná představa jeskynních lidí čili „troglodytů“, kterou do své systematiky začlenil Carl Linné jako Homo nocturnus, druhý rod řádu primátů, společně s orangutanem a šimpanzem. Pojem užívali i biologové a antropologové až do 20. století. Jako metaforické a spíše pejorativní označení pro lidi "předpotopní" (diluviální) či "primitivní", na nízké úrovni kultury, se troglodyt dosud občas vyskytuje.